# Internetpartei der Ukraine

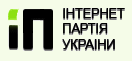
Das Logo der Internetpartei der Ukraine

Die Internetpartei der Ukraine (ukrainisch Інтернет Партія України) ist eine politische Partei in der Ukraine. Sie wurde 2007 gegründet und 2010 offiziell registriert. Bekannt wurde sie durch ihren Spitzenkandidat bei der Parlamentswahl in der Ukraine 2014, einer Person, die unter dem Namen und in der Uniform Darth Vaders auftrat. Die Internetpartei hat ihren Sitz in Odessa.
Der Parteivorsitzende Dmitry Golubov gewann bei der Parlamentswahl 2014 einen Direktwahlkreis in Odessa. Er wurde vom Block Petro Poroschenko aufgestellt.

## Programmatik
Die Partei tritt für eine elektronische Regierung ein. Bürokratie soll dadurch abgeschafft werden, Papier komplett durch digitale Medien ersetzt werden. Daneben setzt sich die Partei für eine vollständige Computerisierung des Landes ein. Sie fordert zudem eine Vereinfachung des Steuersystems: sieben statt derzeit 98 Steuerarten, eine flat tax Einkommensteuer von 25 % und die Abschaffung der Mehrwertsteuer. Genetisch modifizierte Produkte sollen verboten werden.

## Geschichte
Die Internetpartei wurde 2006 oder 2007 von Dmytro Holubow, einem ukrainischen Hacker, als erste „Internetpartei der Welt“ begründet. Am 1. Oktober 2007 erfolgte die offizielle Gründung. Nach dem ersten Parteikongress am 1. März 2009 wurde die Partei 2010 offiziell registriert.
Die Internetpartei trat bei der Parlamentswahl in der Ukraine 2012 in einem Wahlkreis an.
Bei der Präsidentschaftswahl in der Ukraine 2014 stellte die Partei Darth Vader als Kandidaten auf. Die Kandidatur wurde von der Wahlbehörde jedoch nicht zugelassen, da der Kandidat seine reale Identität nicht preisgeben wollte. Darth Vader trat aber bei den Bürgermeisterwahlen am selben Tag in Kiew und in Odessa an. In Odessa erhielt Vader das viertbeste Stimmergebnis. Bereits 2013 hatte sich Darth Vader selbst zum Bürgermeister von Odessa ausgerufen.
Bei der Parlamentswahl 2014 erhielt die Partei 58.197 Stimmen, was 0,36 % der gültigen Stimmen entsprach. Spitzenkandidat war „Darth Vader“, daneben traten andere Personen mit Pseudonymen aus dem Star-Wars-Universum als Kandidaten an.
Der Parteivorsitzende der Internetpartei Dmitry Golubov kandidierte für den Block Petro Poroschenko für ein Direktmandat in Odessa und zog in das Parlament ein.